# Bàikino
Bàikino (en rus: Байкино) és un poble del krai de Perm, a Rússia, que en el cens del 2010 tenia 84 habitants.